# 25657 Berkowitz
25657 Berkowitz è un asteroide della fascia principale. Scoperto nel 2000, presenta un'orbita caratterizzata da un semiasse maggiore pari a 3,0111165 UA e da un'eccentricità di 0,1567343, inclinata di 2,61540° rispetto all'eclittica.